# Décès en 1403
Décès
- 1399
- 1400
- 1401
- 1402
- 1403
- 1404
- 1405
- 1406
- 1407

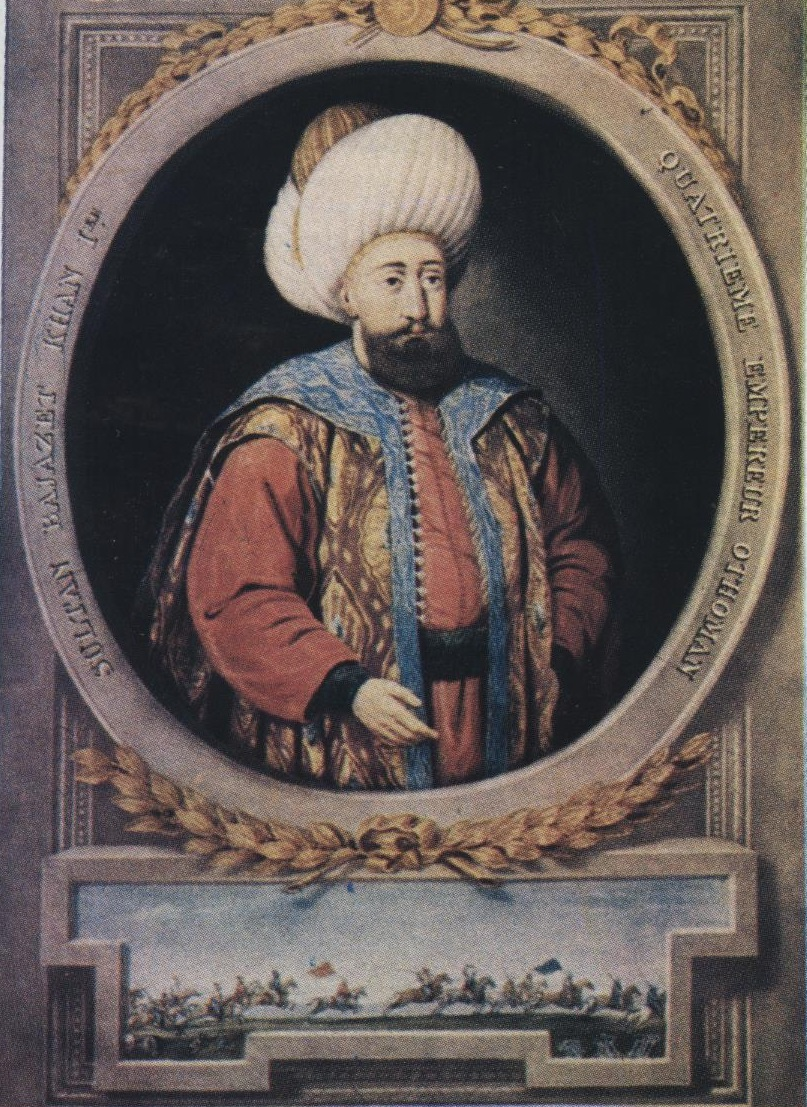
Bajazet Ier, mort en 1403.

Cette page dresse une liste de personnalités mortes au cours de l'année 1403 :
- 8 mars[1] : Bayezid Ier, 4e sultan ottoman, prisonnier de Tamerlan depuis la bataille d'Ankara, l'année précédente.
- 10 mai : Katherine Swynford, duchesse de Lancastre.
- 10 juin : Conrad II le Gris, duc d'Oleśnica, de Koźle et de la moitié de Bytom et de Ścinawa.
- 21 juillet : 
  - Henry Percy, noble anglais.
  - Edmond Stafford, 5e comte de Stafford.
- 23 juillet : Thomas Percy, 1er comte de Worcester.
- 16 août : Pietro Corsini, évêque de Volterra puis de Florence et enfin élevé au rang de cardinal.
- septembre : Bertrand Robert de Saint-Jal, évêque de Montauban.
- 28 septembre : Albert II de Holstein-Rendsbourg, comte de  Holstein-Rendsbourg.
- 6 octobre : Pierre de la Vergne, cardinal français.
- 27 octobre : Martín de Zalba, cardinal espagnol.
- 3 novembre : Raoul de Tongres, doyen du chapitre de la collégiale Notre-Dame de Tongres (Principauté épiscopale de Liège), grammairien, historien et surtout liturgiste.
- 21 novembre : Bernard de Bonneval, évêque de Nîmes  et de Limoges.

- Rodolphe IV de Gruyère, comte de Gruyère et seigneur d'Aubonne.
- Jacques de Hemricourt, chroniqueur liégeois.
- Hugues de Saint-Martial, cardinal français.
- Jean Golein, théologien et moine carme français.
- Ives Hirgouët, ou Yves Hingoit de Kergoat, évêque de Tréguier.
- Jean Tabari, évêque de Thérouanne.

## Crédit d'auteurs
- Cet article est partiellement ou en totalité issu de l'article intitulé « 1403 » (voir la liste des auteurs).